# Erik Granlund
Nils Otto Erik Granlund, född 20 september 1892 i Stockholm, död där 20 mars 1938, var en svensk geograf och geolog.
Erik Granlund var son till byråchefen i lotsstyrelsen Anton Teodor Granlund. Efter studentexamen vid Östermalms högre allmänna läroverk 1912 blev han student vid Stockholms högskola där han studerade geografi för Sten De Geer. Granlund blev filosofie kandidat 1917, filosofie licentiat 1928 och filosofie doktor 1933. Han var 1916-1918 amanuens vid Stockholms högskolas geografiska institut, assistent vid Sveriges geologiska undersökning 1919-1922, biträdande geolog där 1922-1932 och 1933-1937 statsgeolog. 1937-1938 var Granlund tillförordnad professor i geografi vid Göteborgs högskola. Från 1934 var han korresponderande ledamot av Kungliga Vitterhets Historie och Antikvitets Akademien. Granlunds främsta insatser inom geologin låg i hans torvinventeringar och studier av högmossarna, främst hans doktorsavhandling De svenska högmossarnas geologi.